# Gara Vlădeni Ardeal
Gara Vlădeni Ardeal este o gară care deservește comuna Vlădeni, județul Brașov, România.